# Willsboro (Nueva York)
Willsboro es un pueblo ubicado en el condado de Essex en el estado estadounidense de Nueva York. En el año 2000 tenía una población de 1903 habitantes y una densidad poblacional de 17.2 personas por km².

## Geografía
Willsboro se encuentra ubicado en las coordenadas 44°22′29″N 73°24′24″O / 44.37472, -73.40667.

## Demografía
Según la Oficina del Censo en 2000 los ingresos medios por hogar en la localidad eran de $36 715, y los ingresos medios por familia eran $40 272. Los hombres tenían unos ingresos medios de $30 244 frente a los $20 917 para las mujeres. La renta per cápita para la localidad era de $20 209. Alrededor del 9.5 % de la población estaban por debajo del umbral de pobreza.